# Henckel von Donnersmarck
Pour les articles homonymes, voir Henckel et Donnersmarck.

Armoiries de la famille Henckel von Donnersmarck

Henckel von Donnersmarck est une famille noble austro-allemande. Elle a ses origines dans l'ancien pays hongrois supérieur de Zips, où les ancêtres vivaient autrefois en tant que colons hongrois-allemands.
La famille, noble par lettres depuis 1593, devient très riche d'abord grâce au commerce en Autriche, puis grâce à l'exploitation minière en Haute-Silésie.

## Histoire
L'ancêtre de la famille est un Henckel de Quintoforo  mentionné aux XIVe et XVe siècles à  Donnersmark, qui doit son nom latin ainsi que son nom allemand au marché qui s'y tenait le jeudi.
Le roi Sigismond de Luxembourg accorde aux frères Peter, Jakob et Nikolaus Henckel de Quintoforo un blason le 1er août 1417 à Constance, lors du concile de Constance.
Lazarus Ier Henckel von Donnersmarck (de) l'Ancien (1551–1624) se rend à Vienne et commence sa carrière en tant que facteur dans une entreprise d'Ulm avec le commerce de marchandises et d'argent, construit sa propre société pour le commerce en gros de bétail, de tissu et de vin à partir de 1581, acquiert un vignoble en 1591 et plus tard d'autres domaines. Une confirmation hongroise de noblesse pour toute la famille avec "de Quintoforo, aliter von Donnersmarckh" a lieu le 27 avril 1593. Entre 1595 et 1600, Lazare Ier accorde des crédits élevés pour les guerres turques à la chambre de la cour impériale et en 1603 participe aux mines de cuivre de Neusohl. En 1607, son diplôme de noblesse est confirmé, en 1608, il reçoit l'Inkolat de Bohême, et en 1615, il est élevé au rang de baron. En tant que financier de l'empereur Rodolphe II, il jette les véritables bases de l'ascension de la famille. Bien qu'il adhère à la foi luthérienne, il occupe de hautes fonctions à Vienne (conseiller, évaluateur du tribunal de la ville). Peu de temps avant sa mort, l'empereur Ferdinand II lui a promis les seigneuries silésiennes de Beuthen (de), Oderberg et Neudeck en 1623.
Son fils, Lazare II (1573–1664), appelé Lazy, acquiert les biens promis en 1629 comme sa propriété. Il est élevé le 18 décembre 1636 à Ratisbonne par l'empereur Ferdinand II au rang de baron héréditaire autrichien et en même temps au rang de baron impérial avec le nom de Henckel von Donnersmarck sur Gfell et Wesendorf . Le 29 juillet 1651, il est élevé au rang héréditaire de comte autrichien par l'archiduc Ferdinand-Charles, souverain du Tyrol, à Innsbruck. Le 5 mars 1661, l'empereur Léopold Ier à Vienne lui décerne également le titre de comte de Bohême.
En 1670, la famille partage son héritage entre les fidéicommis de Beuthen et Tarnowitz-Neudeck. Cela crée la lignée catholique de Beuthen à Siemianowitz et la lignée protestante de Tarnowitz à Neudeck. Le 14 novembre 1697, l'"élévation" de Beuthen en domaine libre suit à Vienne.
Le comte Carl Lazarus (de) de Neudeck (1772–1864) lance l'extraction de houille sur sa propriété et construit des usines de fer et de zinc et des laminoirs. Son fils Guido en hérite, reprend à lui seul les sociétés précédemment louées et les agrandit considérablement en fondant des sociétés par actions, telles que Vereinigte Königs- und Laurahütte (de). Il possède 27 500 hectares de terres et en 1913, avec une fortune estimée à 254 millions de marks, est la deuxième personne la plus riche de Prusse après Gustav Krupp von Bohlen et Halbach. Le comte Guido a reçu le titre prussien de comte Henckel, prince von Donnersmarck des mains de l'empereur allemand Guillaume II. L'empereur est ami depuis longtemps avec Guido, qu'il visite régulièrement pour chasser au château de Neudeck. Le 8 mai 1916, ce dernier créé la Fondation Prince Donnersmarck pour le soutien des personnes handicapées dans un acte notarié, à l'époque sous le nom de "Fondation Institut Prince Donnersmarck à Berlin". Le musée minier de Guido porte le nom du prince Guido. Il meurt en 1916 et ne vit pas pour voir la cession de la Haute-Silésie orientale à la Pologne à la suite du traité de Versailles. La famille est expropriée par les communistes en 1945.

## Possessions
Lazarus Ier Henckel von Donnersmarck (de) acquit la cave de Nußdorf ob der Traisen en Basse-Autriche en 1591 et commence un vaste commerce de vin. Les domaines et seigneuries de Gföll (Gföhl), Wesendorf et Weißenkirch sont également venus en premier comme gage et sont finalement entrés en sa possession. En 1623, l'empereur Ferdinand II, en sa qualité de roi de Bohême, lui donne en gage les seigneuries de Beuthen (de), Oderberg et Neudeck; son fils Lazare II les acquit comme propriété en 1629. À partir de 1697, l'ancien duché de Beuthen est converti en une règle de classe libre pour le comte Léon Ferdinand, qui après la première guerre de Silésie en 1742, comme presque toute la Silésie, est tombé à la Prusse.

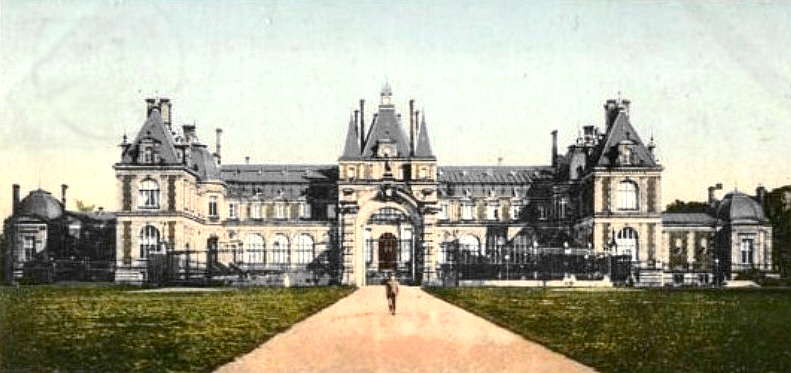
Nouveau château de Neudeck

En 1670, l'héritage familial est divisé entre les fidéicommis de Beuthen et Tarnowitz-Neudeck. Le premier représentant de la lignée protestante Tarnowitz-Neudecker est Carl Maximilian comte Henckel von Donnersmarck, qui fait redessiner l'ancien château de Neudeck dans le style Renaissance entre 1670 et 1680; il est baroque au XVIIIe siècle et agrandi dans le style Tudor au XIXe siècle. En 1868, le prince Guido fait construire un second château, le château de Neudeck. En 1945, la propriété est expropriée et les châteaux détruits.
Les possessions de Haute-Silésie comprenaient également Tarnowitz, Siemianowitz (où la cabane Laura est construite en 1835), Annaberg, Polish Krawarn (de), Nakło Śląskie et Grambschütz, ainsi que l'Oderberg morave-silésien et le château de Basse-Silésie de Romolkwitz et Hirschhügel (de) en Thuringe. Le château de Wolfsberg (de) appartient à la famille depuis 1846.

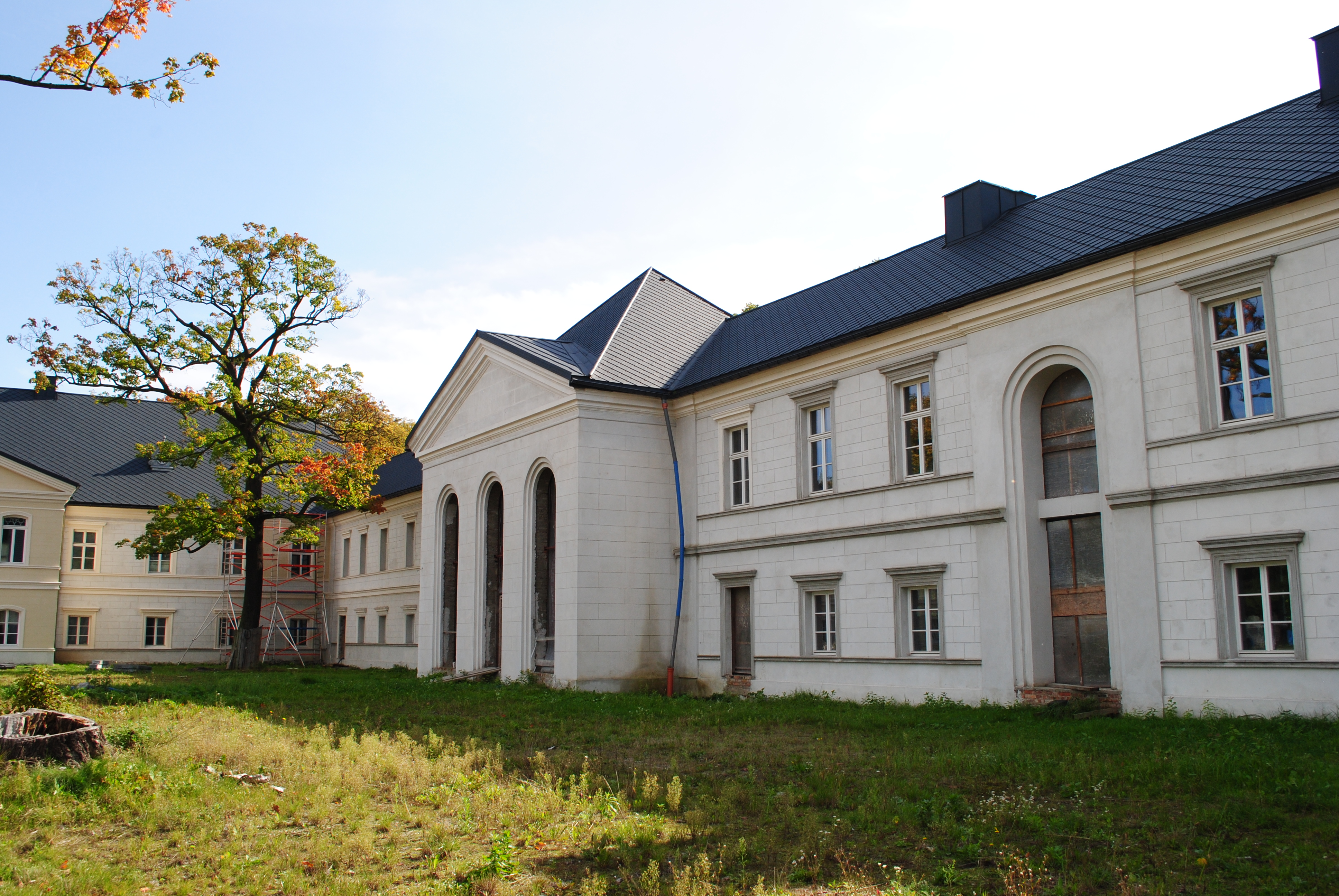
Château de Siemianowitz
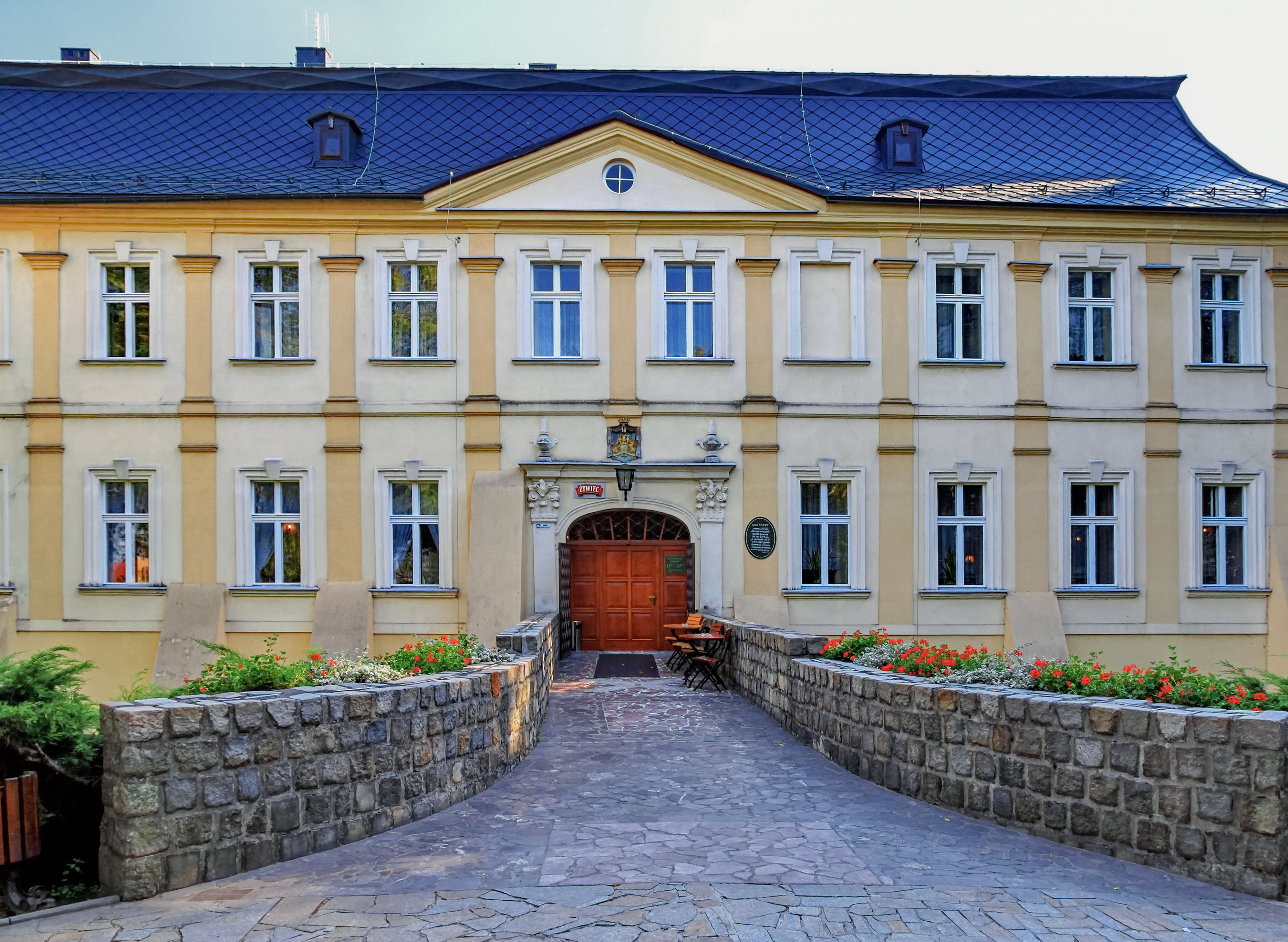
Château d'Annaberg
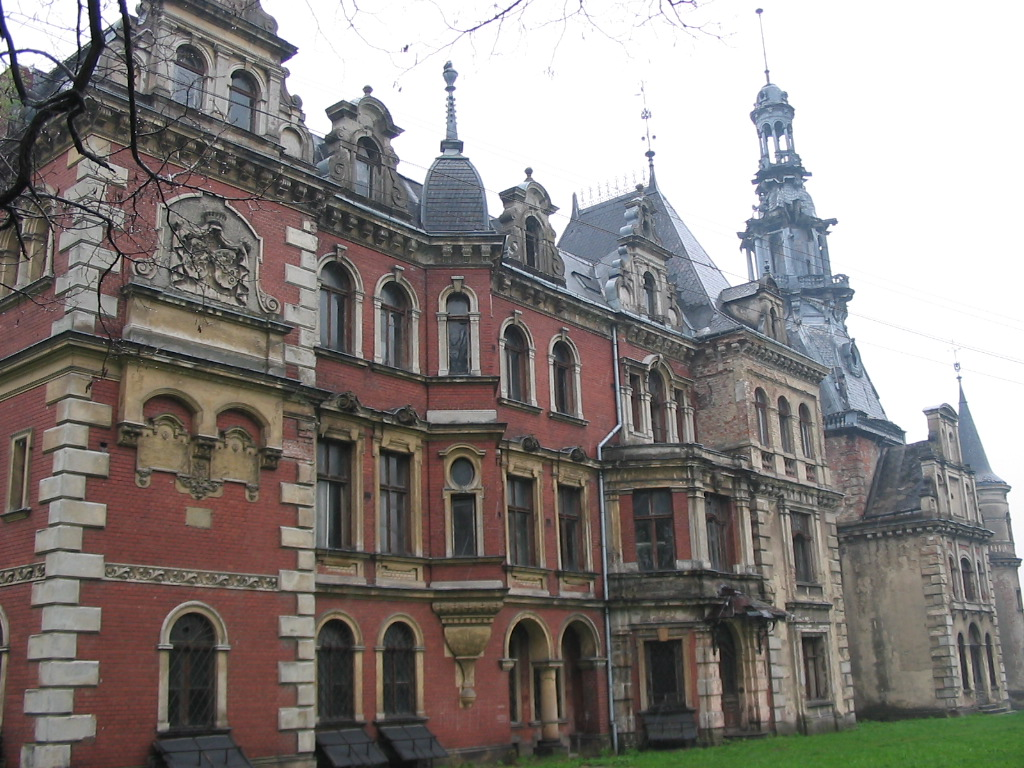
Château de Polnisch Krawarn (de)
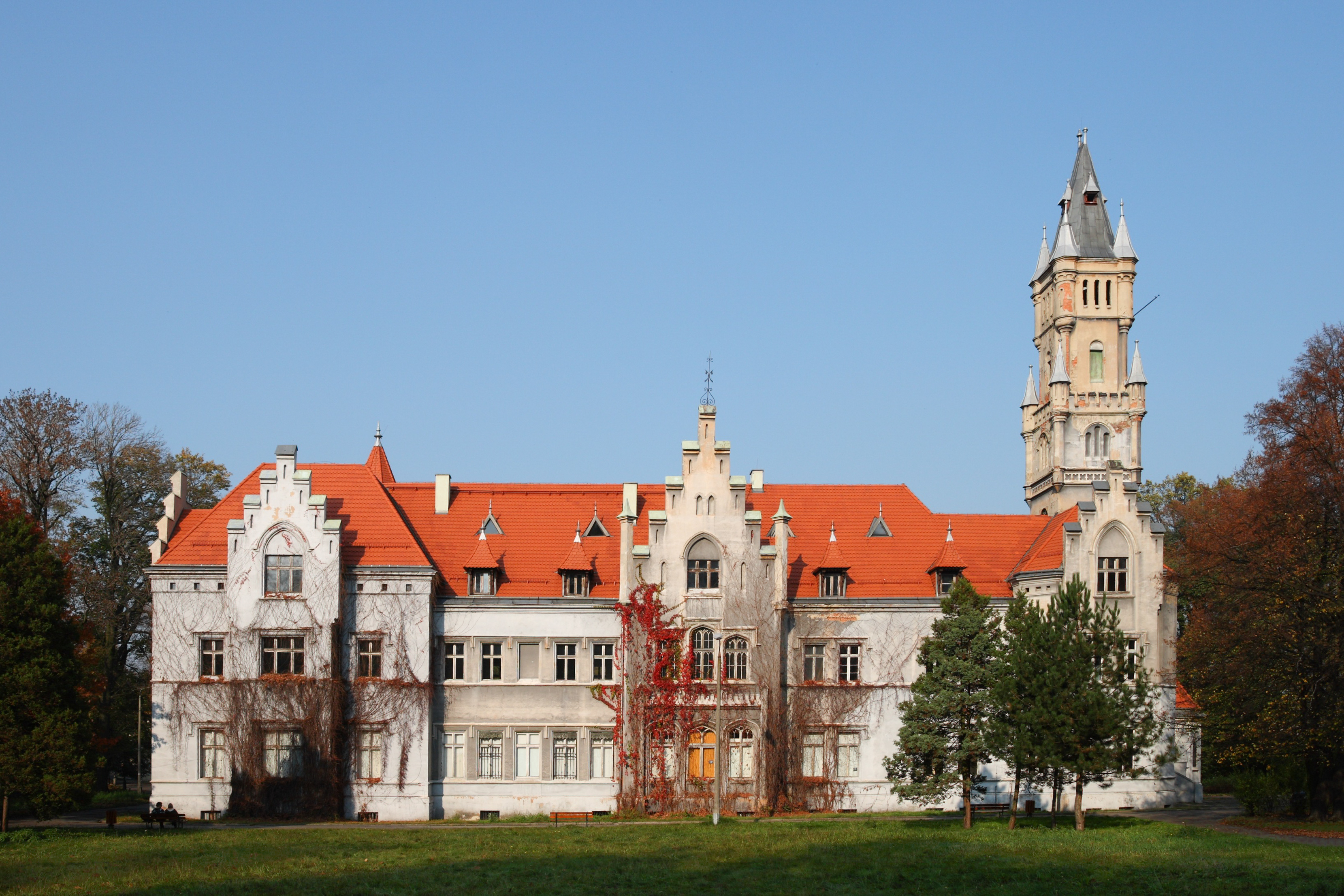
Château de Nakło
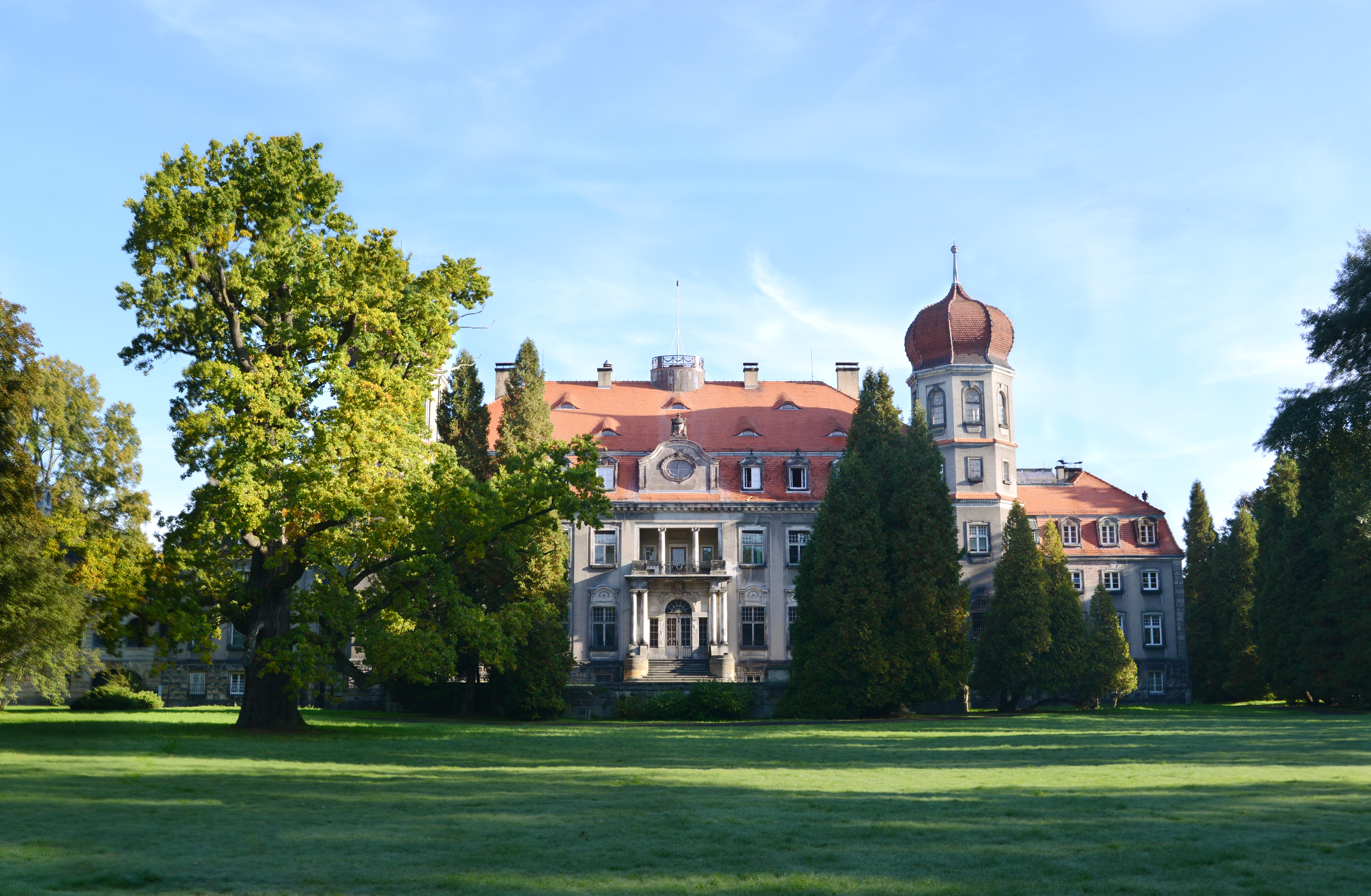
Château de Brynek
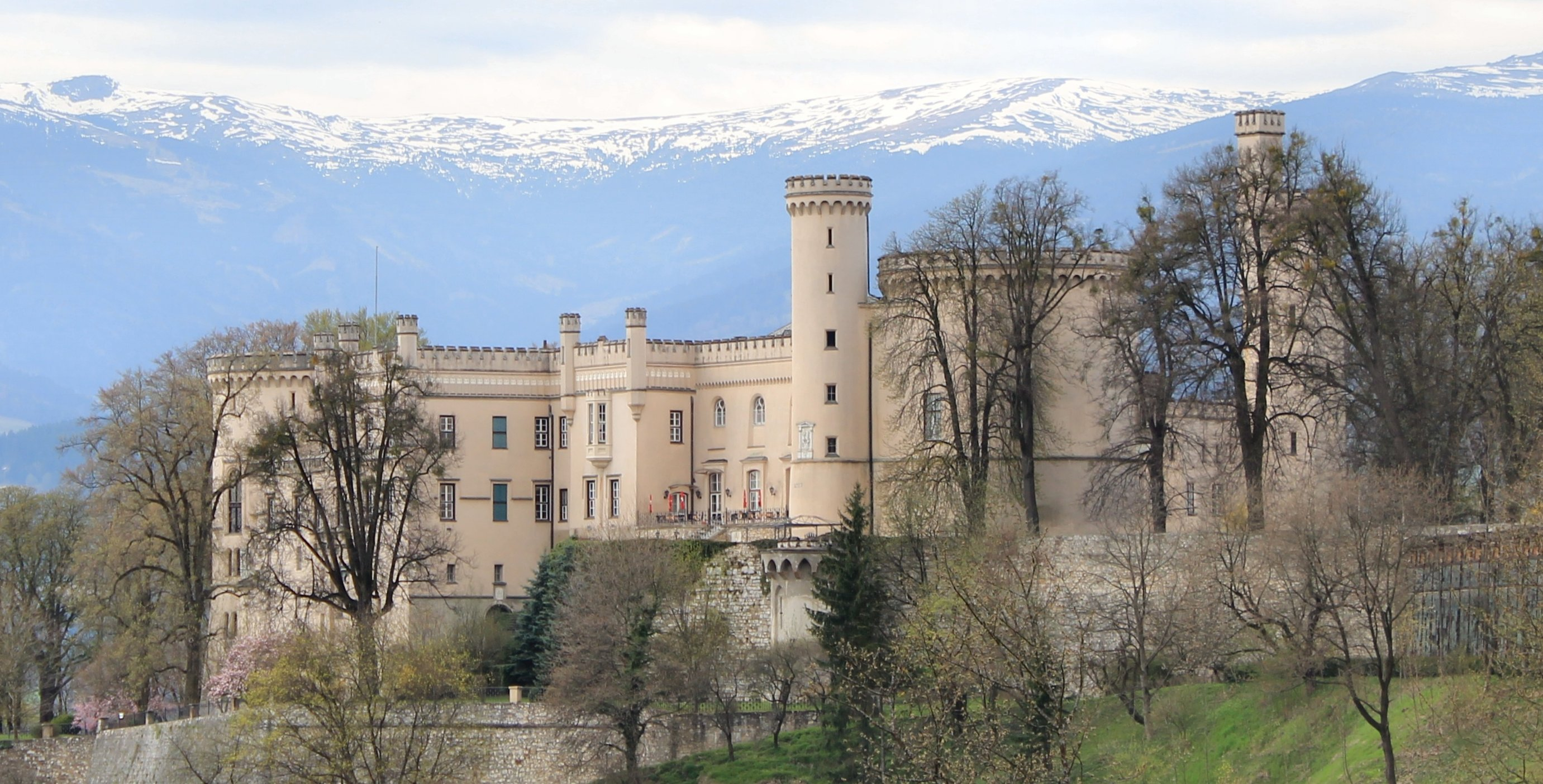
Château de Wolfsberg (de)

## Blason
Les armoiries de la famille montrent un lion bleu couronné d'or en croissance dans un bouclier fendu au-dessus, trois (2: 1) roses argentées en dessous en rouge. Le lion poussant sur le casque avec ses couvertures bleues et dorées.

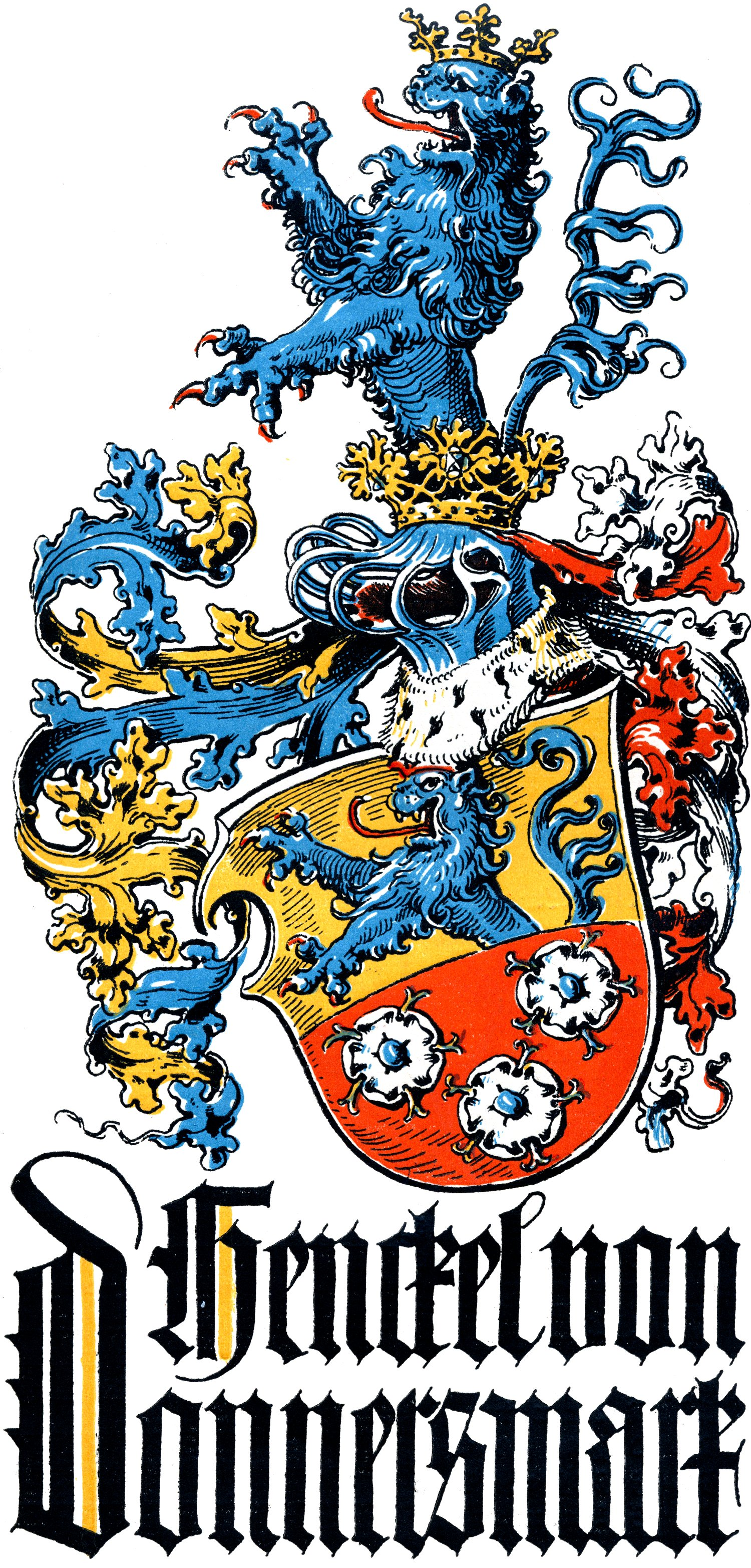
Armoiries de la famille par Otto Hupp dans le calendrier de Munich de 1901.
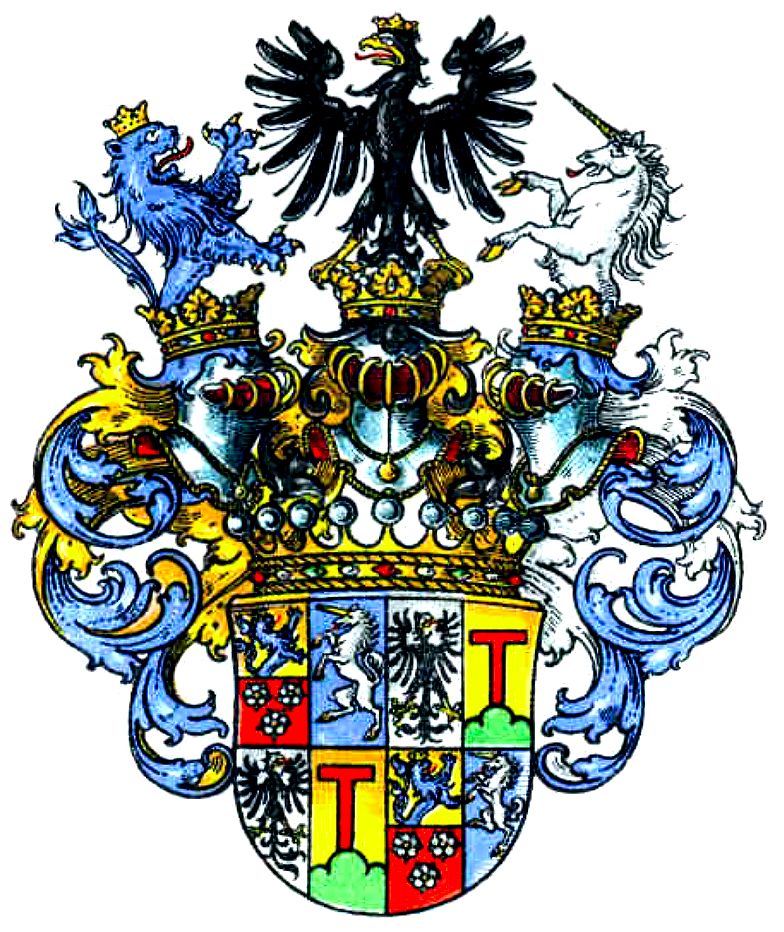
Armoiries du comte Henckel von Donnersmarck.
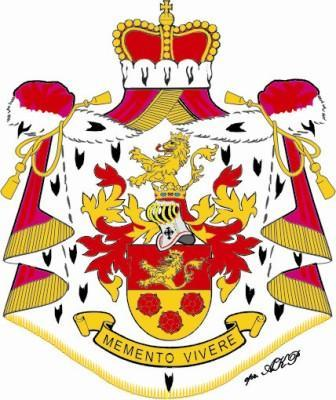
Armoiries du prince prussien Henckel von Donnersmarck 1901.
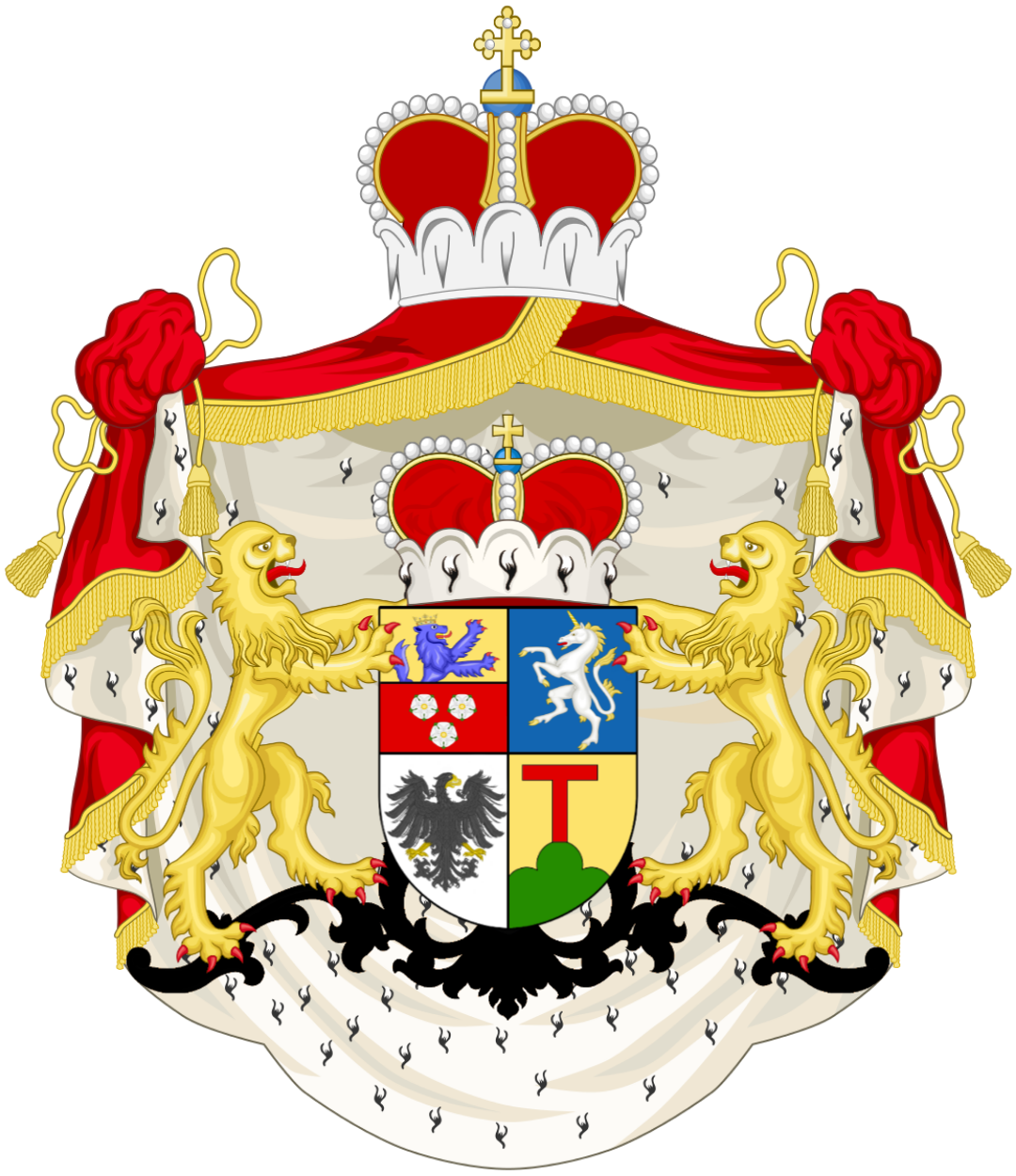
Blason alternatif du prince de Prusse Henckel von Donnersmarck 1901.

## Membres de la famille connus

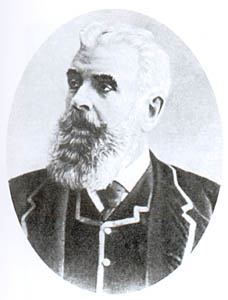
Comte Guido Henckel, prince de Donnersmarck (1830–1916), propriétaire de mines, de forges et de grandes propriétés

- Lazarus Ier Henckel von Donnersmarck (de) (1551-1624), banquier
- Sophie Henckel von Donnersmarck (1717-1795), fille de Wenzel Ludwig, épouse de Victor Ier d'Anhalt-Bernbourg-Schaumbourg-Hoym
- Viktor Amadeus Henckel von Donnersmarck (1727-1793), général, gouverneur de Königsberg
- Lazarus III Henckel von Donnersmarck (de) (1729-1805), industriel
- Elias Maximilian Henckel von Donnersmarck (de) (1748-1827), général prussien
- Eleonore Maximiliane Ottilie Henckel von Donnersmarck (de), née von Lepel (de) (1756–1843), depuis 1804 grand maîtresse de la cour à Weimar
- Carl Lazarus Henckel von Donnersmarck (de) (1772-1864), industriel
- Wilhelm Ludwig Viktor Henckel von Donnersmarck (de) (1775-1849), général prussien
- Henriette Ulrike Ottilie von Pogwisch (de) (1776-1851), née Henckel von Donnersmarck, mère d'Ottilie von Goethe
- Lazarus Henckel von Donnersmarck (de) (1785-1876), général prussien
- Leo Victor Felix Henckel von Donnersmarck (de) (1785-1861), botaniste
- Hugo Henckel von Donnersmarck (de) (1811-1890), industriel
- Lazarus Henckel von Donnersmarck (de) (1817-1887), diplomate
- Guido Henckel von Donnersmarck (1830-1916), industriel
- Viktor Henckel von Donnersmarck (de) (1854-1916), diplomate
- Hugo III Henckel von Donnersmarck (de) (1857-1923), homme d'affaires
- Edwin Henckel von Donnersmarck (de) (1865-1929), industriel et membre de la chambre des représentants de Prusse (Zentrum)
- Odo Deodatus I. Tauern (de) (1885-1926), ethnologue
- Georg Graf Henckel von Donnersmarck (de) (1902-1973), député du Bundestag
- Augustinus Heinrich Henckel von Donnersmarck (de) (1935-2005), prêtre
- Leo-Ferdinand Graf Henckel von Donnersmarck (de) (1935-2009), président de l'association allemande de l'ordre de Malte
- Gregor Henckel-Donnersmarck (de) (1943-), 67e abbé de l'abbaye de Heiligenkreuz
- Florian Henckel von Donnersmarck (né en 1973), réalisateur allemand.